# Rawkfist
Rawkfist è un singolo del gruppo canadese Thousand Foot Krutch, estratto nel 2004 dall'album Phenomenon.
Il brano stato usato nella colonna sonora di Smallville, precisamente nell'episodio La corsa illegale della terza stagione.

## Stile
Questa è fra le canzoni dei TFK che tende più al rap metal, in quanto gran parte del testo è "rappata" più che cantata.

## Classifiche
Nel 2004, Rawkfist è arrivata in ventottesima posizione nella Mainstream Rock Songs, e ventitreesima nella Active Rock Chart, concludendo l'anno in posizione #72.

## Formazione
- Trevor McNevan - voce
- Steve Augustine - batteria
- Joel Bruyere - basso